# Thektogaster accrescens
Thektogaster accrescens är en stekelart som beskrevs av Huang 1990. Thektogaster accrescens ingår i släktet Thektogaster och familjen puppglanssteklar. Inga underarter finns listade i Catalogue of Life.